# Municipio de Winfield (Míchigan)
El municipio de Winfield (en inglés: Winfield Township) es un municipio ubicado en el condado de Montcalm en el estado estadounidense de Míchigan. En el año 2010 tenía una población de 2235 habitantes y una densidad poblacional de 23,84 personas por km².

## Geografía
El municipio de Winfield se encuentra ubicado en las coordenadas 43°25′22″N 85°22′27″O / 43.42278, -85.37417. Según la Oficina del Censo de los Estados Unidos, el municipio tiene una superficie total de 93.75 km², de la cual 91,83 km² corresponden a tierra firme y (2,04 %) 1,91 km² es agua.

## Demografía
Según el censo de 2010, había 2235 personas residiendo en el municipio de Winfield. La densidad de población era de 23,84 hab./km². De los 2235 habitantes, el municipio de Winfield estaba compuesto por el 97,23 % blancos, el 0,22 % eran afroamericanos, el 0,81 % eran amerindios, el 0,04 % eran asiáticos, el 0,18 % eran de otras razas y el 1,52 % eran de una mezcla de razas. Del total de la población el 0,94 % eran hispanos o latinos de cualquier raza.